# Jägerzaun

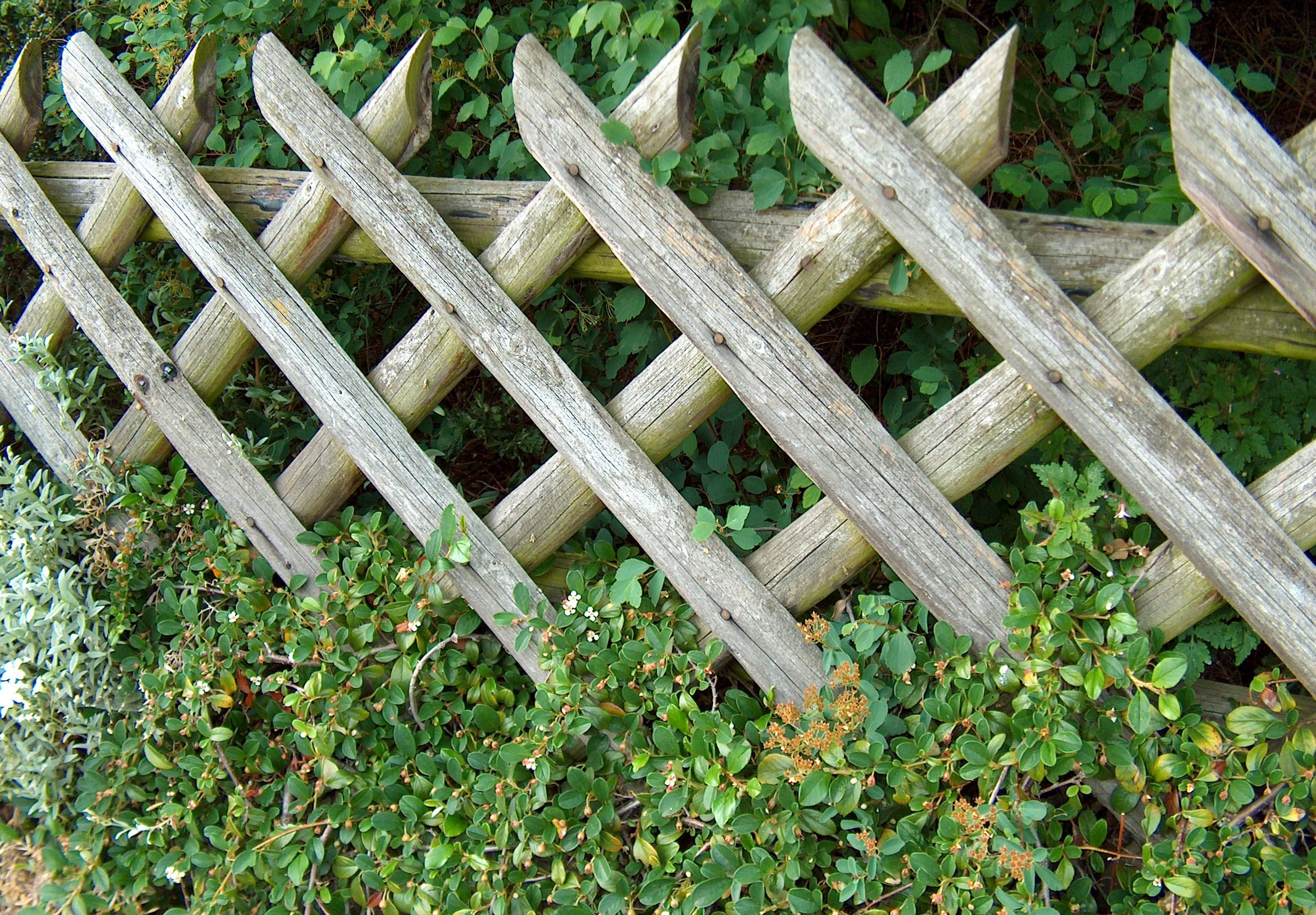
Jägerzaun an einem Garten

Der Jägerzaun, auch Scherenzaun oder Kreuzzaun, ist ein kostengünstiger Holzzaun, der früher zum Schutz vor Wildverbiss aufgestellt wurde. Er besteht aus x-förmig angebrachten Latten, die sich überlagern. Zum Transport lässt er sich wie eine Nürnberger Schere zusammenschieben. Adelsleute ließen den Wildbestand zur Jagd gern übernatürlich anschwellen, und betroffene Bauern durften sich aus den Adelsforsten Holz zum Schutz ihrer Schonungen kostenlos schlagen, um Jägerzäune als effektiven Schutz zu bauen.